# Świątynia Wespazjana
Świątynia Wespazjana (Templum Vespasiani et Titi) – świątynia poświęcona deifikowanemu cesarzowi Wespazjanowi i jego synowi Tytusowi, znajdująca się obok Tabularium w północno-zachodniej części Forum Romanum.
Budowę świątyni rozpoczął cesarz Tytus, ukończono ją jednak już za panowania jego następcy, Domicjana. Odrestaurowana została za czasów Septymiusza Sewera i Karakalli. Wzniesiona w porządku korynckim budowla miała 33 m długości i 22 m szerokości. Posadowiono ją na betonowym podium, obłożonym z zewnątrz trawertynowymi płytami. Fasada frontowa wspierała się na sześciu kolumnach. Na architrawie wyryta była inskrypcja pamiątkowa ku czci Wespazjana. Nie przetrwała ona do czasów dzisiejszych, jej tekst zapisany został jednak w pochodzącym z VIII wieku Itinerarium z Einsiedeln.
Do czasów współczesnych ze świątyni zachowały się podtrzymujące fragment fryzu trzy kolumny o wysokości 13,2 m i średnicy 1,57 m, oryginalnie stanowiące południowo-wschodni narożnik pronaosu. Kolumny te zostały odrestaurowane w trakcie prac przeprowadzonych pod auspicjami Giuseppe Camporese w latach 1810–1812, podczas których cała konstrukcja została rozebrana i złożona na nowo, a także dokonano obniżenia gruntu, usuwając nagromadzoną w ciągu wieków 15-metrową warstwę ziemi.